# حسین فاضلی
حسین فاضلی (زاده ۲۲ خرداد ۱۳۷۲ در نیشابور) بازیکن فوتبال اهل ایران است.
او در تاریخ دهم اردیبهشت ۱۳۹۳ مجدداً از سوی سرمربی تیم ملی فوتبال امید دعوت شد. وی در تیرماه سال ۱۳۹۳ با باشگاه سپاهان قرارداد بست تا در فصل آینده برای این باشگاه به میدان برود.
وی از ابتدای سال ۱۳۹۳ تا ۱۳۹۴ تا قبل از برگزاری بازیهای مقدماتی المپیک ۲۰۱۶ برزیل، در تمامی اردوهای تیم ملی امید حضور داشت؛ ولی در دی ماه ۱۳۹۴ در نیم فصل دوم لیگ برتر در بازی سپاهان مقابل راه‌آهن از ناحیه مچ پا دچار مصدومیت شد و بازیهای مقدماتی المپیک ۲۰۱۶ برزیل را که در قطر برگزار می‌شد از دست داد.

## افتخارات
باشگاهی
- لیگ برتر
- قهرمانی در لیگ برتر فوتبال ایران ۹۴-۱۳۹۳ به همراه تیم سپاهان اصفهان
- لیگ آزادگان
- قهرمانی در لیگ آزادگان فصل ۱۴۰۱_۰۲ به همراه تیم فوتبال شمس آذر قزوین